# 라스 알하게

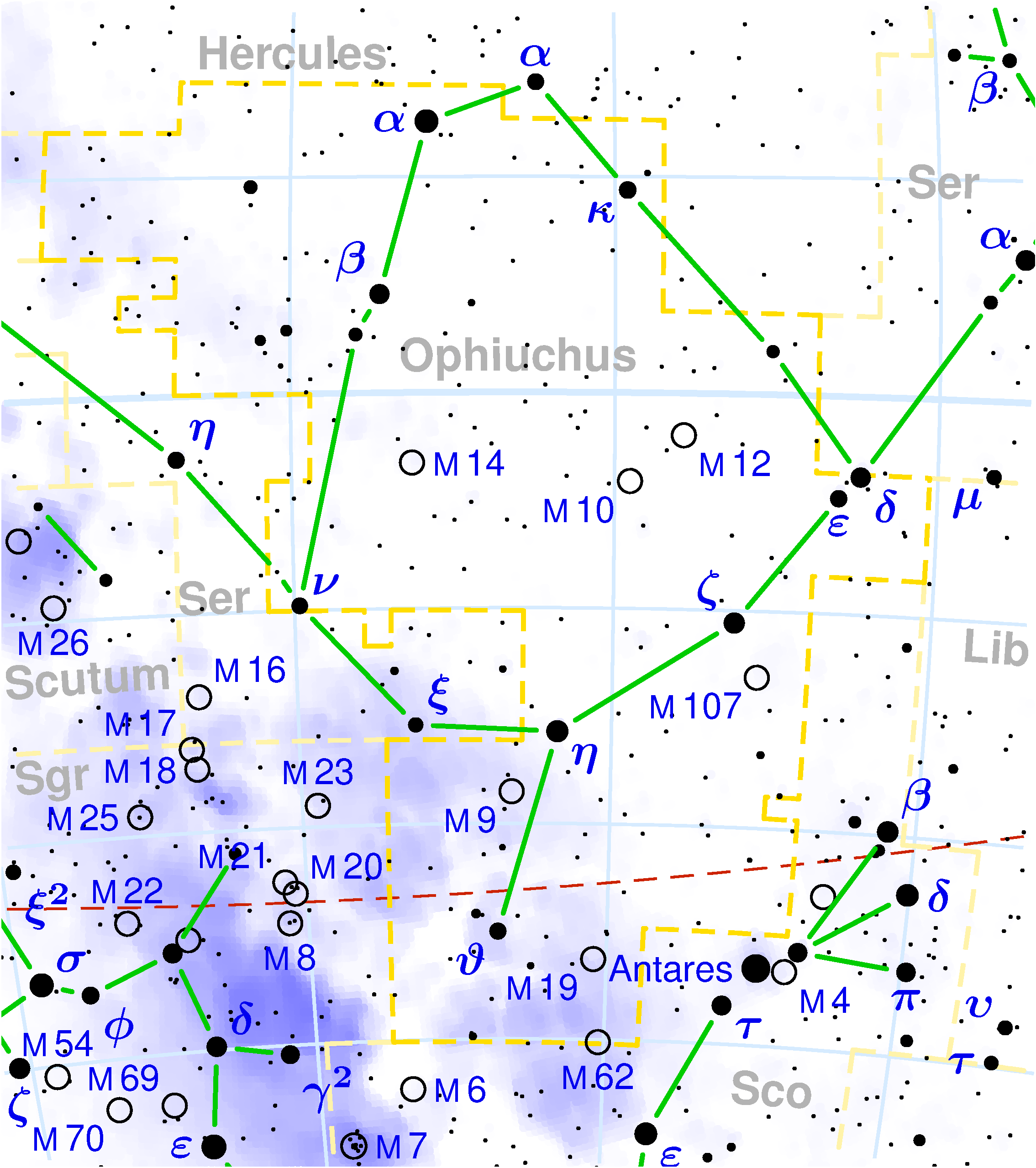

라스 알하게(Ras Alhague)는 뱀주인자리에서 가장 밝은 별이다. 바이어 명명법에 의하면 뱀주인자리 알파로 읽는다. 이 별의 겉보기 등급은 +2.08이며, 분광형은 A5이고 지구에서 약 47광년 떨어져 있다.

## 특징
라스 알하게는 하나의 별로 보이지만 사실 쌍성으로 두 별이 8.62년을 1주기로 서로의 질량중심을 돌고 있다. 라스 알하게는 구성원 둘의 밝기를 합쳐 하늘에서 2.08 광도로 빛난다. 지구로부터 약 48.6 광년 떨어져 있어 비교적 가까운 이웃별로 볼 수 있다. 이 항성계의 물리적 정보는 알려진 것이 거의 없었으나 2011년 적응광학 기기로 연구한 결과 두 별의 질량과 궤도요소를 구할 수 있었다.
둘 중 큰 쪽인 라스 알하게 A는 태양보다 2.4배 무겁고 작은 B는 태양질량의 85% 수준이다. 다만 A의 질량은 논문마다 다른데 작게는 태양질량의 1.92~2.1배, 크게는 2.84~4.8배까지 편차가 크다. 짝별 B는 질량을 볼 때 분광형은 K5V ~ K7V 사이로 나오며 이는 B가 주계열 단계를 지나는 오렌지색 난쟁이별이라는 뜻이다. 2012년 4월 19일 두 별은 최근점을 지났으며 이 때 둘 사이 각거리는 50 밀리초각이었다.
A의 분광형은 A5 III으로 중심핵에서 수소를 태우는 주계열 단계에서 떠나 거성으로 진화한 상태이다. 밝기는 태양의 25배에 표면온도는 약 8천 켈빈 정도로 우리 눈에 흰 빛을 뿜는 A형 항성으로 보인다.
A는 적도 기준으로 1초에 240 킬로미터 속도로 매우 빠르게 회전한다. 이 속도는 항성이 파괴되는 한계속도의 88.5 퍼센트에 이른다. 따라서 A의 적도는 극보다 20 퍼센트 더 부풀어 있어 회전 타원체 모양을 하고 있다. 이처럼 찌그러진 모양새 때문에 A의 양극은 적도보다 약 1840 켈빈 더 뜨겁다. A의 자전축은 지구로부터의 시선방향에 대해 약 87.°7 ± 0°4도 기울어져 있으며 이로부터 우리는 A의 적도를 거의 정면으로 바라보고 있음을 알 수 있다.
라스 알하게의 스펙트럼에는 전자 하나를 잃은 칼슘(Ca II)의 흡수선이 비정상적으로 강하게 나타난다. 그러나 이는 항성 자체 혹은 별주위 먼지원반 때문이 아니라 별과 지구 사이의 성간물질 때문으로 보인다.

## 이름과 어원
서구권 명칭 라스 알하게는 아랍어 رأس الحواء (라스 알-하와, 땅꾼의 머리)에서 유래했다. 동아시아권에서는 천시원의 후(候, 점쟁이)에 해당되는데, 여러 별이 모여 이루어진 다른 별자리와는 달리 이 별은 후(候)의 유일한 구성원이다. R.H. 앨런은 '후'를 로마자 How로 표기했으며 그 뜻을 '제후'라고 설명했다.